# Salah Rekik
Pour les articles homonymes, voir Rekik.
Salah Rekik (arabe : صلاح ركيك), né le 5 juillet 1965, est un judoka tunisien.

## Carrière
Salah Rekik évolue dans la catégorie des moins de 78 kg. Il est médaillé d'argent aux Jeux africains de 1987 à Nairobi. Aux championnats du monde de judo 1987 à Essen, Salah Rekik est éliminé en seizièmes de finale par le Sud-Coréen Lee Koai-Hwa (es). Aux championnats du monde de judo 1989 à Belgrade, il est éliminé au même stade de la compétition par le Polonais Waldemar Legień ; il remporte néanmoins cette année-là une médaille d'argent aux Jeux de la Francophonie de 1989 à Casablanca.
Il est médaillé d'argent aux championnats d'Afrique de judo 1990 à Alger.
En 1991, il est élu meilleur sportif tunisien, son année ayant été ponctuée par une médaille d'or aux Jeux africains et une médaille de bronze aux Jeux méditerranéens à Athènes.
Salah Rekik dispute les Jeux olympiques d'été de 1992 à Barcelone, où il est éliminé en seizièmes de finale par le Hongrois Zsolt Zsoldos (en).
Il évolue ensuite dans la catégorie des moins de 95 kg, obtenant une médaille de bronze aux Jeux africains de 1995 à Harare.